# Моэ, Бреде-Матиас
Бреде-Матиас Моэ (норв. Brede Mathias Moe; род. 15 декабря 1991, Флатангер, Нур-Трёнделаг) — норвежский футболист, защитник клуба «Будё-Глимт».

## Клубная карьера
Моэ — воспитанник клуба «Стейнхьер». В 2009 году он дебютировал за основной состав. В 2011 году Моэ перешёл в «Ранхейм». 3 апреля в матче против «Лов-Хам» он дебютировал в Первом норвежском дивизионе. 25 апреля в поединке против «Стрёммена» Бреде забил свой первый гол за «Ранхейм». В начале 2013 года Моэ перешёл в «Русенборг». 21 апреля в матче против «Хёугесунна» он дебютировал в Типпелиге. 
В 2014 году Иоэ на правах аренды перешёл в «Будё-Глимт». 13 апреля в матче против «Согндала» он дебютировал за новую команду. 5 октября в поединке против «Стабека» Бреде забил свой первый гол за «Будё-Глимт». По окончании аренды клуб выкупил трансфер игрока. В 2016 году клуб вылетел из элиты, но Моэ остался в команде и спустя год помог команде вернуться в элиту. В 2020 году Бреде помог «Будё-Глимт» выиграть чемпионат, а через год повторил успех. 

## Достижения
«Будё-Глимт»
- Чемпион Норвегии (3): 2020, 2021, 2023
- Финалист Кубка Норвегии: 2021/22
- Победитель ОБОС-лиги: 2017

«Русенборг»
- Финалист Кубка Норвегии: 2013